# 路易斯安那州众议院
路易斯安那众议院（英語：Louisiana House of Representatives）是美国路易斯安那州议会的下議院，共有105名议员，每届任期4年。现任眾議院議長为共和黨籍的菲利普·迪維利耶。